# 분자 진화사
분자 진화사(分子進化史, 영어: history of molecular evolution)는 20세기 초 비교생화학과 함께 시작되지만 분자 진화 분야는 1960년대와 1970년대 분자생물학의 등장에 따라 독자적으로 등장했다. 단백질 시퀀싱의 출현으로 분자 생물학자들은 서열 비교를 기반으로 계통 발생을 만들고 상동 서열 간의 차이를 분자 시계로 사용하여 마지막 공통 조상 이후의 시간을 추정할 수 있게 되었다. 1960년대 후반, 중립 진화 이론은 분자 시계의 이론적 기초를 제공했지만 시계와 중성 이론 모두 논쟁의 여지가 있다. 대부분의 진화 생물학자들이 진화론적 진화의 유일한 중요한 원인으로서 범선택론을 강력하게 지지했기 때문이다. 1970년대 이후, 핵산 염기서열 분석은 분자 진화가 단백질을 넘어 고도로 보존된 리보솜 RNA 염기서열까지 도달하도록 허용했으며, 이는 초기 생명 역사에 대한 재개념화의 기초가 되었다.

## 초기 역사
1950년대와 1960년대에 분자 생물학이 등장하기 전에 소수의 생물학자들이 진화를 연구하기 위해 종 간의 생화학적 차이를 사용할 가능성을 탐구했다. 앨프리드 스터티번트는 1921년에 염색체 역전의 존재를 예측했으며 도브잔스키와 함께 폴리텐 염색체의 교잡에서 관찰된 염색체 역전의 축적으로부터 17개의 Drosophila Pseudo-obscura 균주에 대한 최초의 분자 계통 발생 중 하나를 구축했다. 어니스트 볼드윈 (Ernest Baldwin)은 1930년대부터 비교 생화학에 대해 광범위하게 연구했으며, 마르셀 플로킨(Marcel Florkin)은 1940년대에 분자 및 생화학적 특성을 기반으로 계통 발생을 구성하는 기술을 개척했다. 그러나 1950년대가 되어서야 생물학자들은 분자 진화의 정량적 연구를 위한 생화학적 데이터를 생성하는 기술을 개발했다.
최초의 분자 계통 연구는 면역학적 분석과 단백질 지문 방법(protein fingerprinting)을 기반으로 했다. George Nuttall의 면역학적 방법을 기반으로 하는 Alan Boyden은 1954년부터 새로운 기술을 개발했으며 1960년대 초 Curtis Williams와 Morris Goodman은 영장류 계통발생을 연구하기 위해 면역학적 비교를 사용했다. Linus Pauling과 학생, 다른 사람들은 새로 개발된 전기영동과 종이 크로마토그래피의 조합을 소화 효소에 의해 부분적으로 소화되는 단백질에 적용하여 독특한 2차원 패턴을 만들어 상동 단백질의 세밀한 비교를 가능하게 했다.
1950년대 초에 몇몇 박물학자들도 분자 접근법을 실험했다. 특히 에른스트 마이어와 찰스 시블리, Mayr가 빠르게 종이 크로마토그래피에 열중하는 동안 Sibley는 계란 흰자 단백질에 전기영동을 성공적으로 적용하여 기존 분류학의 문제를 해결했으며 곧 DNA 혼성화 기술로 보완했다.
그러한 초기 생화학적 기술은 생물학 공동체에서 마지못해 받아들여지는 반면, 대부분의 경우 진화와 집단 유전학의 주요 이론적 문제에는 영향을 미치지 않았다. 이것은 분자생물학이 유전자의 물리적, 화학적 성질에 대해 더 많은 빛을 비추면서 바뀔 것이다.

### 유전적 부하, 고전적/균형 논쟁, 그리고 이형접합의 측정
1950년대에 분자 생물학이 등장할 당시, 근친 교배 시 관찰되는 적합도 증가인 heterosis의 원인에 대해 오랜 논쟁(고전적/균형 논쟁)이 있었다. 1950년에 James F. Crow는 1937년 J.B.S 홀데인이 처음으로 분명히 밝힌 역설에 기초하여 두 가지 다른 설명(나중에 고전적 입장과 균형 입장이라고 불림)을 제공했다. 돌연변이(각 돌연변이로 인한 피해의 정도가 아님)는 더 해로운 돌연변이가 자연 선택에 의해 더 빨리 제거되는 반면 덜 해로운 돌연변이는 집단에 더 오래 남아 있기 때문이다. 멀러는 이것을 유전적 부하라고 불렀다.
인간 집단에 대한 방사선의 영향에 대한 우려에 동기를 부여받은 멀러는 이형이 주로 해로운 동형접합 열성 대립유전자의 결과라는 고전적인 입장을 고수했다. 따라서 전리방사선과 그에 따른 돌연변이는 피폭된 세대에서 사망이나 질병이 발생하지 않더라도 상당한 유전적 부하를 발생시키며, 돌연변이가 없는 자연선택은 동형접합 수준을 점진적으로 증가시킬 것이다.
J.C King과 함께 작업하는 Bruce Wallace는 과잉 우위(Overdominance, 유전자의 이형 접합 상태가 동형 접합 상태보다 더 적합함)를 위한 더 큰 장소를 남겨둔 균형 위치를 개발하기 위해 과잉 우위 가설을 사용했다. 이 경우, heterosis는 단순히 heterozygote 이점의 증가된 표현의 결과이다. 과잉 우성 유전자좌가 일반적이라면 자연 선택으로 인해 높은 수준의 이형 접합이 발생하고 돌연변이를 유발하는 방사선은 실제로과잉 우세로 인한 적합성 증가를 촉진할 수 있다(이것은 도브잔스키의 견해이기도 하다).
논쟁은 1950년대까지 계속되었고 점차 인구 유전학의 중심 초점이 되었다. 1958년 Wallace의 초파리 연구에 따르면 방사선 유발 돌연변이가 이전에 동형 접합체 파리의 생존력을 증가시켜 이형 접합체 이점과 균형 위치에 대한 증거를 제공했다. Wallace는 자연적인 초파리 개체군에서 유전자좌의 50%가 이형접합체라고 추정했다. 기무라 모토의 후속 수학적 분석은 Crow가 1950년에 제안한 바를 강화했다. 즉, 우세한 유전자좌가 드물더라도 불균형적인 양의 유전적 다양성을 유발할 수 있다는 것이다. 이에 따라 기무라와 그의 스승인 Crow는 고전적 입장에서 물러났다. Crow와 기무라 간의 추가 협력으로 무한 대립 유전자 모델이 탄생했다.
이 모델은 인구 규모, 돌연변이 비율, 돌연변이 대립 유전자가 중성인지, 우세한지 또는 유해한지를 기준으로 인구에서 예상되는 다양한 대립 유전자의 수를 계산하는 데 사용할 수 있다. 따라서 무한 대립유전자 모델은 이형접합 수준에 대한 정확한 값을 찾을 수 있다면 고전적 위치와 균형 위치 사이를 결정할 수 있는 잠재적인 방법을 제공했다.
1960년대 중반까지 생화학 및 분자 생물학 기술, 특히 단백질 전기영동은 자연 개체군의 이형접합 수준을 측정하는 방법을 제공했다. 이는 고전적/균형 논쟁을 해결할 수 있는 수단이었다. 1963년 Jack L. Hubby는 초파리의 단백질 변이에 대한 전기영동 연구를 발표했다. 얼마 지나지 않아 Hubby는 자연 개체군에서 이형 접합 유전자좌의 비율을 측정함으로써 고전적/균형 논쟁에 Hubby의 방법을 적용하기 위해 리처드 르윈틴과 협력하기 시작했다.
1966년에 발표된 두 개의 획기적인 논문은 초파리에 대해 상당한 수준의 이형접합성을 확립했다(평균 12%). 그러나 이러한 결과는 해석하기 어려운 것으로 판명되었다. 대부분의 인구 유전학자(허비와 르원틴 포함)는 광범위한 중성 돌연변이의 가능성을 거부했다. 선택을 포함하지 않는 설명은 주류 진화 생물학에 대한 저주였다. 또한, Hubby와 르윈틴은 이형접합체의 이점이 수반되는 분리 부하 때문에 주요 원인으로 배제했지만 비평가들은 이 결과가 실제로 과잉 우성 가설과 잘 맞는다고 주장했다.

### 단백질 서열과 분자 시계
진화 생물학자들이 잠정적으로 분자 생물학으로 나뉘는 동안, 분자 생물학자들은 빠르게 진화에 관심을 돌리고 있었다.
1951년과 1955년 사이에 인슐린으로 단백질 시퀀싱의 기초를 개발한 후 프레데릭 싱어와 그의 동료들은 1956년에 인슐린 서열의 제한된 종간 비교를 발표했다. 프랜시스 크릭, 찰스 시블리 및 다른 사람들은 생물학적 서열을 사용하여 계통발생을 구성할 수 있는 가능성을 인식했지만 그러한 서열은 아직 거의 없었다. 1960년대 초까지 단백질 시퀀싱 기술은 상동 아미노산 서열을 직접 비교할 수 있을 정도로 발전했다. 1961년 Emanuel Margoliash와 그의 동료들은 말 사이토크롬 c (인슐린보다 더 길고 더 널리 분포된 단백질)에 대한 염기서열을 완성했고, 그 뒤를 이어 많은 다른 종들이 뒤따랐다.
1962년에 라이너스 폴링과 Emile Zuckerkandl은 상동 단백질 서열 간의 차이 수를 사용하여 발산 이후 시간을 추정할 것을 제안했다. 이것은 Walter Schroeder가 시퀀싱한 Pauling의 오랜 연구 초점인 헤모글로빈으로 시작되었다. 그 서열은 인정된 척추동물 계통발생을 뒷받침할 뿐만 아니라 단일 유기체 내의 서로 다른 글로빈 사슬이 공통 조상 단백질로 추적될 수 있다는 가설(1957년에 처음 제안됨)도 뒷받침했다.
1962년과 1965년 사이에 Pauling과 Zuckerkandl은 분자 시계라고 명명한 이 아이디어를 정제하고 정교화했으며 Emil L. Smith와 Emanuel Margoliash는 분석을 시토크롬 c로 확장했다. 초기 분자 시계 계산은 고생물학적 증거에 기초하여 확립된 발산 시간과 상당히 잘 일치했다. 그러나 개별 단백질이 종의 형태학적 진화와 무관하게 규칙적인 속도로 진화한다는 분자 시계의 본질적인 아이디어는 매우 도발적이었다(폴링과 Zuckerkandl이 의도한 대로).

## "분자 전쟁"
1960년대 초부터 분자 생물학은 진화 생물학의 전통적인 핵심에 대한 위협으로 점차 인식되었다. 저명한 진화생물학자들, 특히 1930년대와 1940년대의 현대 진화 종합의 창시자 중 3인인 에른스트 마이어, 도브잔스키, G.G Simpson은 분자 접근법에 대해 극도로 회의적이었다. 일반적으로 분자 진화, 특히 분자 시계는 진화 인과 관계를 탐구하는 데 거의 기초를 제공하지 않았다. 분자 시계 가설에 따르면 단백질은 환경적으로 결정된 선택의 힘과 본질적으로 독립적으로 진화했다. 이것은 당시 만연한 범선택주의와 크게 상반되는 것이었다. 게다가 폴링, Zuckerkandl 및 기타 분자 생물학자들은 진화를 포함한 모든 생물학적과정에 대한 "정보 거대분자"(DNA, RNA 및 단백질)의 중요성을 점점 더 대담하게 주장했다.
1950년대 후반과 1960년대의 분자생물학자들과 진화 생물학자들 사이의 투쟁(각 그룹이 전체 생물학의 중심으로서 자신의 학문을 지지함)은 나중에 에드워드 O. 윌슨에 의해 "분자 전쟁"으로 명명되었다.
1961년에 Mayr는 기능 생물학(functional biology, 근접 원인을 고려하고 "어떻게" 그러한 기능을 하는지에 대한 질문을 던짐)과 진화 생물학 (최종 원인을 고려하고 "왜" 그러한 기능을 하는지에 대한 질문을 던짐) 사이의 명확한 구별을 주장하기 시작했다.
과학자들은 기능적 측면과 진화적 측면 중 하나로 분류될 수 있으며 생물학에 대한 두 가지 접근 방식은 상호 보완적이다. 마이어, 도브잔스키, Simpson 및 다른 사람들은 자금 조달 및 대학 지원을 위한 경쟁에서 분자 생물학 및 관련 분야에 빠르게 기반을 잃고 있는 유기체 생물학의 지속적인 관련성을 주장하기 위해 이 구분을 사용했다. 이러한 맥락에서 도브잔스키는 분자 위협에 직면하여 유기체 생물학의 중요성을 확인하는 1964년 논문에서 "진화에 비추어 볼 때 생물학의 어떤 것도 의미가 없다"는 그의 유명한 진술을 처음 발표했다. 도브잔스키는 분자 학문을 "데카르트"(환원론)로, 유기체 학문을 "다윈"으로 특징지었다.
마이어와 Simpson은 분자 진화가 논의된 초기 회의에 참석하여 분자 시계의 지나치게 단순한 접근 방식을 비판했다. 무작위 돌연변이와 표류에 의한 유전적 변화의 균일한 비율을 기반으로 하는 분자 시계는 진화적 합성의 핵심 발전 중 하나인 다양한 진화 속도 및 환경에 의해 주도되는 적응과정(적응 방산과 같은)과 양립할 수 없는 것처럼 보였다.
1962년 Wenner-Gren 회의, 1964년 벨기에 브뤼허에서 열린 "혈액 단백질의 진화에 관한 콜로키움(Colloquium on the Evolution of Blood Proteins)", 럿거스 대학에서 열린 1964년 "진화하는 유전자 및 단백질 회의(Conference on Evolving Genes and Proteins)"에서 그들은 분자생물학자와 생화학자들과 직접 접촉하여 중심을 유지하기를 희망했다. 연구가 새로운 분야로 퍼짐에 따라 진화에서 다윈의 설명이 차지하는 위치로 이동했다.

### 유전자 중심의 진화론
분자 진화와 직접적인 관련은 없었지만 1960년대 중반에는 조지 윌리엄스의 적응과 자연 선택(1966)으로 촉발된 유전자 중심의 진화론도 등장했다. 선택 단위에 대한 논쟁, 특히 집단 선택에 대한 논쟁은 진화의 이론적 근거로서 개별 유전자(전체 유기체 또는 개체군보다)에 대한 관심을 증가시켰다. 그러나 유전자에 대한 관심 증가가 분자 진화에 대한 초점을 의미하지는 않았다. 사실, 윌리엄스와 다른 진화론에 의해 촉진된 적응 주의는 분자 진화론자들이 연구한 명백하게 비적응적인 변화를 더욱 주변화했다.

## 분자 진화의 중립 이론
분자 진화의 지적 위협은 1968년 기무라 모토(Moto Kimura)가 분자 진화의 중립 이론을 도입하면서 더욱 분명해졌다. 이용 가능한 분자 시계 연구(다양한 포유류의 헤모글로빈, 포유류와 조류의 시토크롬 c, 토끼와 소의 트리오스포스페이트 탈수소효소)에 기초하여 기무라(Tomoko Ohta의 지원)는 한 염기의 평균 DNA 치환 비율을 계산했다. 2,800만 년 동안 300개의 염기쌍(100개의 아미노산을 인코딩함)당 쌍 변화. 포유동물 게놈의 경우, 이는 1.8년마다 1회의 치환 비율을 나타내었으며, 이는 치환의 우세함이 선택적으로 중립적이지 않는 한 지속 불가능하게 높은 치환 부하를 생성할 것이다. 기무라는 중성 돌연변이가 매우 자주 발생한다고 주장했으며 이는 단백질 이형접합성의 전기영동 연구 결과와 양립할 수 있다. 기무라는 또한 자연 선택이 없는 경우에도 중립 돌연변이가 어떻게 고정될 수 있는지를 설명하기 위해 유전자 부동에 대한 이전의 수학적 연구를 적용했다. 그는 곧 James F. Crow에게 중성 대립유전자와 유전자 부동의 잠재적인 힘을 확신시켰다.
기무라의 이론(네이처에 보낸 편지에서 간략히 설명됨)은 Jack L. King과 Thomas H. Jukes에 의해 보다 실질적인 분석으로 이어졌다. 그는 "비다윈주의적 진화"라는 주제에 대한 첫 번째 논문의 제목을 붙였다. King과 Jukes는 중성이 아닌 변화의 경우 대체율과 그에 따른 유전적 부하에 대해 훨씬 더 낮은 추정치를 산출했지만 유전자 부동에 의해 유발된 중립적 돌연변이가 실제적이고 중요하다는 데 동의했다. 개별 단백질에 대해 관찰된 상당히 일정한 진화 속도는 중성 치환 없이는 쉽게 설명되지 않았다(GG Simpson과 Emil Smith가 시도했지만). Jukes와 King은 또한 아미노산의 빈도와 각 아미노산을 암호화하는 다른 코돈의 수 사이에 강한 상관관계를 발견했다. 이것은 단백질 서열의 치환이 주로 무작위 유전자 부동의 산물임을 지적했다.
특히 도발적인 제목을 가진 King과 Jukes의 논문은 주류 신다윈주의에 대한 직접적인 도전으로 여겨졌으며, 분자 진화와 중립 이론을 진화 생물학의 중심으로 가져왔다. 그것은 분자 시계에 대한 메커니즘과 진화 속도와 기능적 중요성 사이의 관계와 같은 분자 진화의 더 깊은 문제를 탐구하기 위한 이론적 기초를 제공했다. 중립 이론의 등장은 비록 불완전하긴 하지만 진화 생물학과 분자 생물학의 통합을 의미했다.
보다 확고한 이론적 기반을 다지기 위한 작업으로, 1971년 Emile Zuckerkandl과 다른 분자 진화론자들은 Journal of Molecular Evolution을 설립했다.

### 중립주의자-선택주의자 논쟁
곧 등장한 중립 이론에 대한 비판적 반응은 중립주의자-선택주의자 논쟁의 시작을 알렸다. 요컨대, 선택주의자들은 자연선택을 분자 수준에서도 진화의 일차적 또는 유일한 원인으로 보았고, 중립주의자들은 중성 돌연변이가 널리 퍼져 있었고 유전자 부동이 단백질 진화의 중요한 요소라고 주장했다. 기무라는 그의 남은 경력 동안 그의 주요 초점이 될 중립 이론의 가장 저명한 옹호자가 되었다. 오타와 함께 그는 유전자 부동이 유한한 개체군에서 새로운 돌연변이를 고칠 수 있는 속도, 일정한 단백질 진화 속도의 중요성, 그리고 생화학자와 분자 생물학자들이 기술한 단백질 진화에 대한 기능적 제약에 대한 자신의 주장에 다시 초점을 맞췄다.
Kimura는 초기에 부분적으로 고전적/균형 논쟁(비중립 돌연변이의 결과로 높은 유전적 부하를 예측) 내에서 고전적 입장 의 파생물로서 중립 이론을 발전시켰지만, 그는 분리 부하가 중립적 돌연변이 없이 불가능할 정도로 높을 것이라는 자신의 원래 주장을 점차적으로 강조하지 않았다. 이 이론은 많은 선택주의자들과 동료 중립주의자들인 King과 Jukes도 거부한 내용이었다.
1970년대부터 1980년대 초반까지 선택주의자와 중립주의자는 미지의 매개변수에 대해 서로 다른 값을 가정함으로써 자연 개체군에서 관찰된 높은 수준의 이형접합체를 설명할 수 있었다. 토론 초기에 기무라의 학생인 오타 도모코는 자연 선택과 유전자 부동 사이의 상호 작용에 초점을 맞추었다. 그러한 경우 선택은 표류와 경쟁하게 될 것이다. 가장 약간의 해로운 돌연변이는 자연 선택이나 우연에 의해 제거될 것이다. 일부는 유전자 부동을 통해 고정으로 이동할 것이다. 중립 이론의 수학을 고전 모델과 결합한 방정식으로 설명되는 이러한 유형의 돌연변이 행동은 거의 중립에 가까운 Ohta의 분자 진화 이론의 기초가 되었다.
1973년 오타는 네이처에 짧은 서한을 발표했는데, 이는 분자 수준에서 대부분의 돌연변이 사건이 엄격하게 중립적이기보다는 약간 해롭다는 이론을 뒷받침하는 다양한 분자적 증거가 있다고 제안했다. 분자 진화론자들은 단백질 진화 속도(분자 시계와 일치)가 생성 시간과 상당히 독립적인 반면, 비암호화 DNA 발산 속도는 생성 시간에 반비례한다는 것을 발견했다. 인구 크기는 일반적으로 세대 시간에 반비례한다는 점에 주목하면서 Tomoko Ohta는 대부분의 아미노산 치환은 약간 해로운 반면 비암호화 DNA 치환은 더 중립적이라고 제안했다. 이 경우 작은 집단에서 예상되는 단백질의 중성 진화의 더 빠른 속도(유전적 이동으로 인해)는 더 긴 생성 시간으로 상쇄되지만(반대의 경우도 마찬가지), 생성 시간이 짧은 대규모 집단에서는 비암호화 DNA가 더 빠르게 진화하는 반면 단백질 진화는 선택에 의해 지연된다(대집단의 경우 표류보다 더 중요함).
그때와 1990년대 초반 사이에 분자 진화에 대한 많은 연구에서는 돌연변이가 고정에 도달하면 유해한 돌연변이로 인해 인구의 적합도에 대한 부정적인 영향이 원래 값으로 되돌아가는 "이동 모델"을 사용했다. 1990년대 초, 오타는 유익한 돌연변이와 유해한 돌연변이를 모두 포함하는 "고정 모델"을 개발하여 전체 인구 적합성의 인위적인 "이동"이 필요하지 않았다. 그러나 오타에 따르면, 거의 중립적인 이론은 1980년대 후반에 크게 지지를 받지 못했다. 빠른 DNA 시퀀싱의 출현 이후 번창한 광범위한 분자 계통 연구를 위한 수학적으로 더 단순한 중성 이론 때문이었다. 1990년대에 보다 상세한 계통학 연구가 강한 선택과 약한 선택의 대상이 되는 게놈 영역의 진화를 비교하기 시작하면서 거의 중립적인 이론과 선택과 표류 사이의 상호 작용이 다시 한 번 연구의 중요한 초점이 되었다.

## 미생물 계통발생
분자 진화에 대한 초기 연구는 쉽게 서열화되는 단백질과 비교적 최근의 진화 역사에 초점을 맞추었지만, 1960년대 후반까지 일부 분자 생물학자들은 고도로 보존된 핵산 서열을 연구함으로써 생명 나무의 기초를 향해 더 나아가고 있었다. 이전에 유전 암호와 그 기원에 관한 연구를 했던 분자 생물학자인 칼 워즈는 작은 소단위 리보솜 RNA를 사용하여 (형태학적이 아니라) 유전적 유사성에 따라 박테리아를 재분류하기 시작했다. 작업은 처음에는 느리게 진행되었지만 1970년대와 1980년대에 새로운 시퀀싱 방법이 개발되면서 가속화되었다. 1977년까지 워즈와 조지 폭스는 메테인 세균과 같은 일부 박테리아에는 워즈의 계통발생학적 연구의 기반이 되는 rRNA 단위가 부족하다고 발표했다. 그들은 이 유기체가 실제로 기존의 박테리아 및 소위 고등 유기체와 충분히 구별되어 고유한 왕국을 형성할 수 있다고 주장했으며, 이를 고세균이라고 불렀다. 처음에는 논란이 많았지만(1990년대 후반에 다시 도전) 워즈의 작업은 고균, 박테리아 및 진핵생물의 현대 3역 분류(1960년대에 등장한 5개 도메인 시스템을 대체)의 기초가 되었다.
미생물 계통 발생에 대한 연구는 또한 분자 진화를 세포 생물학 및 생명 연구의 기원에 더 가깝게 만들었다. 고세균의 차이점은 초기 생명체의 역사에서 RNA의 중요성을 지적했다. 유전 암호에 대한 작업에서 워즈는 RNA 기반 생명체가 현재의 형태의 DNA 기반 생명체보다 앞선다고 제안했으며, 윌터 길버트는 나중에 이를 "RNA 세계"라고 불렀다. 많은 경우에 1990년대의 유전체학 연구는 rRNA 기반 결과와 모순되는 계통 발생을 생성하여 별개의 분류군에 걸쳐 광범위한 측면 유전자 전달을 인식하게 했다. 세포 소기관으로 채워진 진핵 세포의 내공생 적 기원과 결합하여, 이것은 기원과 생명의 초기 역사에 대한 훨씬 더 복잡한 그림을 가리키며, 공통 조상이라는 전통적인 용어로는 설명할 수 없다.